# Mycetophila aequalis
Mycetophila aequalis är en tvåvingeart som beskrevs av Walker 1856. Mycetophila aequalis ingår i släktet Mycetophila och familjen svampmyggor. Inga underarter finns listade i Catalogue of Life.